# 休蘭尸逐侯鞮単于
休蘭尸逐侯鞮単于（きゅうらんしちくこうていぜんう、ピンイン：Xiūlánshīzhúhóudīchányú, ? - 93年）は、中国後漢時代の南匈奴の単于。醢落尸逐鞮単于の子、湖邪尸逐侯鞮単于の弟。休蘭尸逐侯鞮単于というのは称号で、姓は虚連題氏、名は屯屠何という。

## 生涯
醢落尸逐鞮単于の子として生まれる。
章和2年（88年）、伊屠於閭鞮単于が薨去すると、屯屠何が単于となった。このとき、北匈奴は大いに乱れ、それに飢饉蝗害が加わったので、新降者が続々とやってきた。単于屯屠何は北単于庭（北単于の本拠地）を併合しようと、漢の朝廷に上奏した。漢では章帝が崩御し、竇太后が朝政を執っており、竇太后はこの上奏を受けて、執金吾の耿秉に相談したところ、耿秉もこれに賛同したので、耿秉を征西大将軍とし、車騎将軍の竇憲とともに北伐させることとした。
永元元年（89年）、竇憲と耿秉の4千騎および左谷蠡王師子の万騎は朔方郡の雞鹿塞を出発、南単于屯屠何の万余騎は満夷谷を出発、度遼将軍の鄧鴻および縁辺義従の羌胡8千騎は、左賢王安国の万騎とともに稒陽塞を出発し、全軍は涿邪山で落ち合った。竇憲は副校尉の閻盤・司馬の耿夔・耿譚率いる左谷蠡王師子・右呼衍王須訾らを分けて北単于を稽落山で大破させ、北単于は遁走した。追撃し、私渠比鞮海に至り、名王以下数万3千級を斬首、生口・馬・牛・羊・橐駝（ラクダ）など百余万頭を獲得した。この戦いで温犢須・日逐・温吾・夫渠王の柳鞮ら81部20余万人が投降した。竇憲と耿秉は燕然山に登り、塞を去ること3千余里、そこに記念石碑を建てた。
永元2年（90年）、単于屯屠何はまた上奏して北単于庭を撃滅したいと願い出た。そこで、左谷蠡王の師子らを派遣して、左右両部の8千騎を率いて雞鹿塞から出動させた。使匈奴中郎将の耿譚は従事を派遣して、師子らを指揮援護し、涿邪山に至った。そこで輜重を留置し、軍を二手に分けた。左部は北進して西海を過ぎて河雲の北に至り、右部は匈奴河水より西の天山をめぐって、南進して甘微河を渡り、二軍は合流して、北単于を夜襲して包囲した。北単于は大いに驚き、精鋭千余騎を率いて合戦した。北単于は負傷して、軽騎数十人を連れて逃走した。
永元3年（91年）、北単于がまた右校尉の耿夔に破られ、行方知れずとなったので、代わりにその弟の右谷蠡王於除鞬が立った。
永元5年（93年）、北単于の於除鞬は背いて北に還ろうとしたので、和帝は将兵長史の王輔に千余騎をつけ、使匈奴中郎将の任尚とともに追いかけさせ、戻るようにうまくもちかけ、戻るところを斬殺し、その人民を破滅した。この年、休蘭尸逐侯鞮単于屯屠何は薨去し、従弟の左賢王安国（安国単于）が単于となった。

## 参考資料
- 『後漢書』（竇融列伝、南匈奴列伝）